# Lansing (Kansas)
Lansing – miasto w Stanach Zjednoczonych, w stanie Kansas, w hrabstwie Leavenworth.